# Гусев, Виктор Евгеньевич
Виктор Евгеньевич Гусев (2 мая 1918 — 12 января 2002) — советский и российский фольклорист, русист, славист, доктор исторических наук (1965), член СТД СССР (1972), заслуженный деятель искусств РСФСР (1979), действительный член Академии гуманитарных наук (1994).

## Биография
Родился 2 мая 1918 года в Мариуполе в казачьей семье. В 1932—1936 годах учился в Гомельском музыкальном техникуме. В 1936—1937 годах был студентом МГУ. С 1937 по 1941 год учился в МИФЛИ им. Н. Г. Чернышевского. Принимал участие в Великой Отечественной войне.
В 1945—1946 годах работал референтом и редактором Всесоюзного лекционного бюро при Министерстве высшего образования СССР. В 1946—1955 годах работал в Челябинском государственном педагогическом институте на должности преподавателя, старшего преподавателя, заведующего кафедрой литературы, в 1952 году защитил кандидатскую диссертацию «Очерки по истории революционно-демократической фольклористики». В 1955—1969 годах работал в Институте русской литературы АН СССР учёным секретарём и старшим научным сотрудником сектора народного творчества, защитил докторскую диссертацию «Марксизм в России и изучение духовной культуры народных масс (конец XIX — начало XX вв.)». В 1969—1980 годах был проректором по научной работе Ленинградского государственного института театра, музыки и кинематографии, c 1969 года заведовал возрождённой им секцией фольклора в Научно-исследовательском отделе ЛГИТМиКа  (бывшем Зубовском институте истории искусств). В 1971 году получил звание профессора. В 1979—1997 годах был профессором-консультантом ЛГИТМиКа, в 1997—2002 годах — профессором-консультантом сектора фольклора РИИИ на общественных началах.
Преподавал в Санкт-Петербургской консерватории имени Н. А. Римского-Корсакова (на музыкально-этнографическом отделении кафедры русской и советской музыки теоретико-композиторского факультета, 1989–1992; на кафедре музыкальной этнографии и древнерусского певческого искусства, 1993/1994; 1996/1997 уч. г.), вёл учебные курсы по теории фольклора: «Народная художественная культура и фольклор»; «Жанровая классификация фольклора»; «Синкретические формы фольклора» (1989–1991), «Основы славянской мифологии», «История фольклористики (XIX в.)», «Фольклор и этнография южных и западных славян» (1990). 
Автор научных трудов по славянской фольклористике. В 1947—1955 годах проводил научные экспедиции по Южному Уралу, в ходе которых изучал устное народное творчество. По результатам экспедиций издал книгу «Русские народные песни Южного Урала». Среди его учеников и последователей Л. А. Глинкина, В. А. Караковский, А. И. Лазарев, А. А. Сазанова.

## Основные работы
Книги
- Русские революционные демократы о народной поэзии, М., 1955;
- Русские народные песни Южного Урала, Челябинск, 1957;
- Марксизм и русская фольклористика конца XIX — нач. XX. вв., М. — Л., 1961;
- Проблемы фольклора в истории эстетики, М. — Л., 1963;
- Эстетика фольклора. Л., 1967;
- Истоки русского народного театра. Л., 1977;
- Славянские партизанские песни. Л., 1979 (в сер. «Литературоведение и языкознание»);
- Русский фольклорный театр XVIII — начала XX в. Л., 1980;
- Русский народный кукольный театр (совместно с А. Ф. Некрыловой). Л., 1983;
- Русская народная художественная культура (Теоретические очерки). СПб., 1993.

Статьи
- Г. В. Плеханов о первобытном обществе и его культуре // СЭ. 1952. № 4. С. 142—161;
- Об изучении истории русской фольклористики // «Изв. АН СССР. ОЛЯ», 1956, т. 15, в. 3;
- Проблемы этнографии и русской поэзии в русских журналах 50-60-х гг. XIX в. (По материалам «Современника» и «Отечественных записок») // ТИЭ. Научный сборник. 1956. Т. 30. С. 235—261;
- О художественном методе народной поэзии // Русский фольклор, [т.] 5, М. — Л., 1960;
- Протопоп Аввакум Петров — выдающийся русский писатель XVII в. // Житие протопопа Аввакума, им самим написанное, и др. его соч., М., 1960;
- Фольклор как источник изучения социальной психологии // Проблемы общественной психологии. М., 1965. С. 374—401;
- У гусляров Боснии и Черногории // СЭ. 1973. № 5. С. 132—141;
- От обряда к народному театру (Эволюция святочных игр в покойника) // Фольклор и этнография. Обряды и обрядовый фольклор. Л., 1974. С. 49-59;
- Вклад декабристов в отечественную этнографию // Декабристы и русская культура. Л., 1976. С. 80-104;
- О реконструкции праславянского календаря // СЭ. 1978. № 6. С. 132—143;
- Вождение стрелы («сулы») в восточном Полесье // Славянский и балканский фольклор. Духовная культура Полесья на общеславянском фоне. М., 1986. С. 63-76;
- Народные игры, драмы и театр // Этнография восточных славян. Очерки традиционной культуры. М., 1987. С. 450—458;
- Этнографические интересы А. С. Пушкина // СЭ. 1987. № 6. С. 60-71;
- Славянский обряд проводов весны // История, культура, этнография и фольклор славянских народов. X Международный съезд славистов. М., 1988. С. 196—208;
- Столетие Польского этнографического общества // ЭО. 1992. № 3. С. 168—170;
- Фольклористика в системе гуманитарного знания // Гуманитарий. СПб., 1995. С. 133—142;
- О фольклорном театре донских казаков // Сохранение и возрождение народных традиций: Сборник научных трудов. М., 1996. Вып. 7. С. 116—133.